# Dominik Blum
Dominik Blum (* 24. září 1964 Adliswil) je švýcarský hudebník. V roce 1995 založil spolu s baskytaristou Marinem Pliakasem a bubeníkem Lucasem Nigglim skupinu Steamboat Switzerland. V roce 2000 natočil album Works for Piano Solo, na které nahrál sólové klavírní skladby Hermanna Meiera. V červnu 2005 vystoupil na festivalu Meltdown Festvial v londýnské Royal Festival Hall jako člen speciálně sestavené skupiny The Meatgrinders, která doprovodila velšského hudebníka Johna Calea.